# Рогљево
Рогљево је насеље у Србији у општини Неготин у Борском округу. Према попису из 2022. у насељу је било 98 становника (према попису из 2011. било је 123 становника, према попису из 2002. било је 183 становника а према попису из 1991. било је 258 становника).

## Историја
Рогљево је виноградарско ратарско-сточарско сеоско насеље збијеног типа удаљено 14 км јужно од Неготина. Смештено је на просечно 120 метара надморске висине, на левој долинској страни Тимока. Северна географска ширина насеља је од 44° 07’ 24” источна географска дужина 22° 34’ 02”, а површина атара 881 хектар. Од Неготина се до овог насеља може стићи директним асфалтним путем преко Вељкова.
Атар села Рогљева налази се између насеља Мокрања, Смедовца, Рајца, Вељкова, са леве стране Тимока и Ковилова, са десне стране Тимока.
По предању Рогљево је једно од најстаријих насеља у Крајини. Остаци старина у атару насеља се налазе на местима Латинско Гробље, Селиште и Старо Гробље.
Из првих турских пописа Видинског санџака из 1455. Рогљево је спадало у групу са највећим бројем кућа.
Помиње се у турским пописима као једно од насеља у хасу формираном између 1491. и 1521. године. Године 1530. је имало 56 кућа, 1586. 14 кућа, 1723. 61 кућу, 1736. 12 кућа, 1846 60 кућа, 1866. 89 кућа, а 1924. 137 кућа. На почетку 16. века имало је преко 50 кућа, а на крају тог истог века 124. Сматра се да село никад није било пусто, иако је број становника опадао током 17. века.
Село је подељено на Доњи и Горњи крај, чије се границе више не уочавају. Најјача традиција је о досељавању са Косова, мада је присутна и традиција о староседеоцима. Постоје породице које своје порекло воде из Македоније, (моравско−вардарска струја), долине Тимока (вероватно староседеоци) и села Косова у данашњој Бугарској.
Данашње насеље повезује две одвојене физиономске целине: Рогљево, главни део насеља са два „краја“ (Горњи и Доњи) и Рогљевске пивнице (сезонско насеље где се прерађује грожђе и држи вино и ракија).
У Рогљеву су, између два светска рата, живеле следеће фамилије: Мутулови или Мишићи (слава св. Никола), Паликућани, Лазићи, Петровићи или Жикићи (слава Ђурђевдан), Шиљкови, Недељковићи или Младеновићи (слава св. Јован), Милошевићи или Стојановићи (слава св. Петка), Миловановићи, Илићи и Станојевићи (слава св. Никола), Ђуричићи (слава св. Јован), Рајићи, Даниловићи и Мишићи (слава св. Тома), Мицинчићи и Гавриловићи (слава Ђурђевдан), Дусанчићи, Лукићи, Првуловићи, Алексићи и Боцићи (слава св. Никола), Цокинчићи или Цокићи (слава св. Никола), Попићи (Петровићи) и Мијајловићи (слава св. Петка), Николићи, Станковићи, Никољкићи и Благојевићи (слава Обретење), Станојевићи или Ђорђевићи (слава Петровдан), Јоновићи (слава св. Алимпије), Милосављевићи (слава Ђурђевдан), Радосављевићи (слава св. Никола) и Здравковићи (слава св. Василије).
Заветина насеља је Света Тројица. Православни храм посвећен Светој Тројици у насељу је саграђен 1870. године, а освећен 1881. године. Црква слави Светог Илију.
Становништво Рогљева је српско староседелачко и досељено.
Године 1921. насеље је имало 137 кућа и 625 становника, 1948. године 151 кућу и 633 становника, а 2002. године 122 куће и 191 становника. Године 2007. у иностранству из овог насеља ради 11 становника (у САД - 4, Аустрији - 3, Швајцарској - 2 и Немачкој - 2 становника).
Основна школа (која почела са радом 1846. године, а обновљена 1904. године) је до 1964. године радила као четвороразредна, па потом осморазредна, све до 1969. године када је премештена у суседно насеље Рајац.
Земљорадничка задруга у Рогљеву је основана 1898. године (обновљена 1920. и 1947. године као Земљорадничка набавно-продајна задруга), а Сељачка радна задруга „Станоје Станојловић“ у истом насељу је радила од 1949. до 1953. године (престала са радом одлуком скупштине задругара). Задружни дом у Рогљеву је изграђен 1936. године, електрификација насеља је урађена 1952. године, асфалтни пут направљен 1976. године, телефонске везе са светом 1979, а сеоски водовод 1986. године.

## Демографија
Према последњем попису из 2022. године у Рогљеву је живело 98 становника што је за 25 мање у односу на 2011. када је на попису било 123 становника. У насељу живи 94 пунолетних становника, а просечна старост становништва износи 57,69 година (56,20 код мушкараца и 59,07 код жена).
Према подацима пописа из 2022. у насељу има 57 домаћинства, а просечан број чланова по домаћинству је 1,72 а према истом попису у насељу има 196 стамбених јединица од којих је 62 насељених.
Ово насеље је великим делом насељено Србима (према попису из 2002. године), а у последња три пописа, примећен је пад у броју становника.
|  |

| Демографија | Демографија | Демографија |
| Година      | Становника  | Становника  |
| ----------- | ----------- | ----------- |
| 1948.       | 633         |             |
| 1953.       | 614         |             |
| 1961.       | 574         |             |
| 1971.       | 454         |             |
| 1981.       | 351         |             |
| 1991.       | 258         | 248         |
| 2002.       | 183         | 193         |
| 2011.       | 123         |             |
| 2022.       | 98          |             |

| Етнички састав према попису из 2002.‍ | Етнички састав према попису из 2002.‍ | Етнички састав према попису из 2002.‍ | Етнички састав према попису из 2002.‍ | Етнички састав према попису из 2002.‍ |
| ------------------------------------ | ------------------------------------ | ------------------------------------ | ------------------------------------ | ------------------------------------ |
|                                      |                                      |                                      |                                      |                                      |
| Срби                                 | Срби                                 |                                      | 182                                  | 99,45%                               |
| Хрвати                               | Хрвати                               |                                      | 1                                    | 0,54%                                |
| непознато                            | непознато                            |                                      | 0                                    | 0,0%                                 |

| Година пописа     | 1948. | 1953. | 1961. | 1971. | 1981. | 1991. | 2002. |
| ----------------- | ----- | ----- | ----- | ----- | ----- | ----- | ----- |
| Број домаћинстава | 151   | 140   | 141   | 130   | 108   | 89    | 69    |

| Број чланова      | 1  | 2  | 3 | 4 | 5 | 6 | 7 | 8 | 9 | 10 и више | Просек |
| ----------------- | -- | -- | - | - | - | - | - | - | - | --------- | ------ |
| Број домаћинстава | 23 | 22 | 5 | 7 | 5 | 4 | 0 | 3 | 0 | 0         | 2,65   |

| Пол    | Укупно | Неожењен/Неудата | Ожењен/Удата | Удовац/Удовица | Разведен/Разведена | Непознато |
| ------ | ------ | ---------------- | ------------ | -------------- | ------------------ | --------- |
| Мушки  | 83     | 17               | 52           | 12             | 2                  | 0         |
| Женски | 89     | 8                | 50           | 22             | 9                  | 0         |
| УКУПНО | 172    | 25               | 102          | 34             | 11                 | 0         |

| Пол    | Укупно                    | Пољопривреда, лов и шумарство | Рибарство                            | Вађење руде и камена | Прерађивачка индустрија       |
| ------ | ------------------------- | ----------------------------- | ------------------------------------ | -------------------- | ----------------------------- |
| Мушки  | 73                        | 55                            | 0                                    | 0                    | 5                             |
| Женски | 80                        | 75                            | 0                                    | 0                    | 0                             |
| УКУПНО | 153                       | 130                           | 0                                    | 0                    | 5                             |
| Пол    | Производња и снабдевање   | Грађевинарство                | Трговина                             | Хотели и ресторани   | Саобраћај, складиштење и везе |
| Мушки  | 1                         | 1                             | 3                                    | 1                    | 2                             |
| Женски | 0                         | 0                             | 0                                    | 1                    | 0                             |
| УКУПНО | 1                         | 1                             | 3                                    | 2                    | 2                             |
| Пол    | Финансијско посредовање   | Некретнине                    | Државна управа и одбрана             | Образовање           | Здравствени и социјални рад   |
| Мушки  | 0                         | 0                             | 2                                    | 0                    | 2                             |
| Женски | 0                         | 1                             | 1                                    | 1                    | 0                             |
| УКУПНО | 0                         | 1                             | 3                                    | 1                    | 2                             |
| Пол    | Остале услужне активности | Приватна домаћинства          | Екстериторијалне организације и тела | Непознато            | Непознато                     |
| Мушки  | 0                         | 0                             | 0                                    | 1                    | 1                             |
| Женски | 0                         | 0                             | 0                                    | 1                    | 1                             |
| УКУПНО | 0                         | 0                             | 0                                    | 2                    | 2                             |

Податке о насељима сакупио МИОДРАГ ВЕЛОЈИЋ, дипл. географ радник Историјског архива Неготин